# Граде (Аркуш-де-Валдевеш)
Граде (порт. Grade) — район (фрегезия) в Португалии, входит в округ Виана-ду-Каштелу. Является составной частью муниципалитета Аркуш-де-Валдевеш. По старому административному делению входил в провинцию Минью. Входит в экономико-статистический субрегион Минью-Лима, который входит в Северный регион. Население составляет 402 человека на 2001 год. Занимает площадь 4,85 км².